# Лаура Паузіні
Лаура Паузіні (італ. Laura Pausini; нар. 16 травня 1974, Солароло, Емілія-Романья, Італія) — сучасна співачка, неодноразова переможниця міжнародного конкурсу Греммі, і особливо Латинської Премії Греммі. Лаура переважно популярна в країнах Південної Європи та Середземномор'я, особливо Італії та Іспанії, а також в країнах Латинської Америки. Співає Лаура переважно романськими мовами (італійською, іспанською, рідше французькою та португальською), в її репертуарі є англомовні та змішані композиції. Основний жанр співачки — поп, особливо лірично-філософські та любовні балади, з додаванням року та інколи кантрі. До березня 2009 року було продано більш як 45 млн дисків Лаури Паузіні в усьому світі.
Була ведучою Євробачення-2022.

## Біографія
Лаура Паузіні народилася 16 травня 1974 року в італійському місті Солароло. Її батько був співаком, клавішником і басистом та мріяв про те, щоб дочка стала співачкою. Коли вона була підлітком, Лаура виступала разом з ним в барах і кав'ярнях, а в останній вечір 1986 року вперше з'явилася на сцені одна. В той період вона співала пісні з репертуару Стрейзанд, Фіцджеральд, Тернер, Мінеллі і Піаф, але ближче до 15 років почала виконувати переважно італійські пісні. 1991 року вона, за наполяганням батька, взяла участь в музичному конкурсі в місті Кастрокаро, де на неї звернули увагу продюсери Анджело Вальсільо та Марко Мараті, які запропонували записати кілька пісень, в тому числі «La Solitudine», з якою дівчина вирушила на фестиваль в Сан-Ремо в 1993 році та перемогла у конкурсі молодих виконавців, а в 1994 посіла третє місце вже в конкурсі відомих співаків цього фестивалю.
Компанія Warner запропонувала Лаурі контракт на запис платівки, і незабаром з'явився її перший альбом «Laura Pausini», який розійшовся в підсумку 2 мільйонним тиражем. Другий вдвічі перевищив цей показник — 4 мільйони копій в 37 країнах світу, такий тираж диску «Laura», що був виданий через 2 роки. За думкою видавців журналу Billboard, Лаура Паузіні стала одним з найяскравіших проривів року, лише трохи поступившись Мераї Кері.

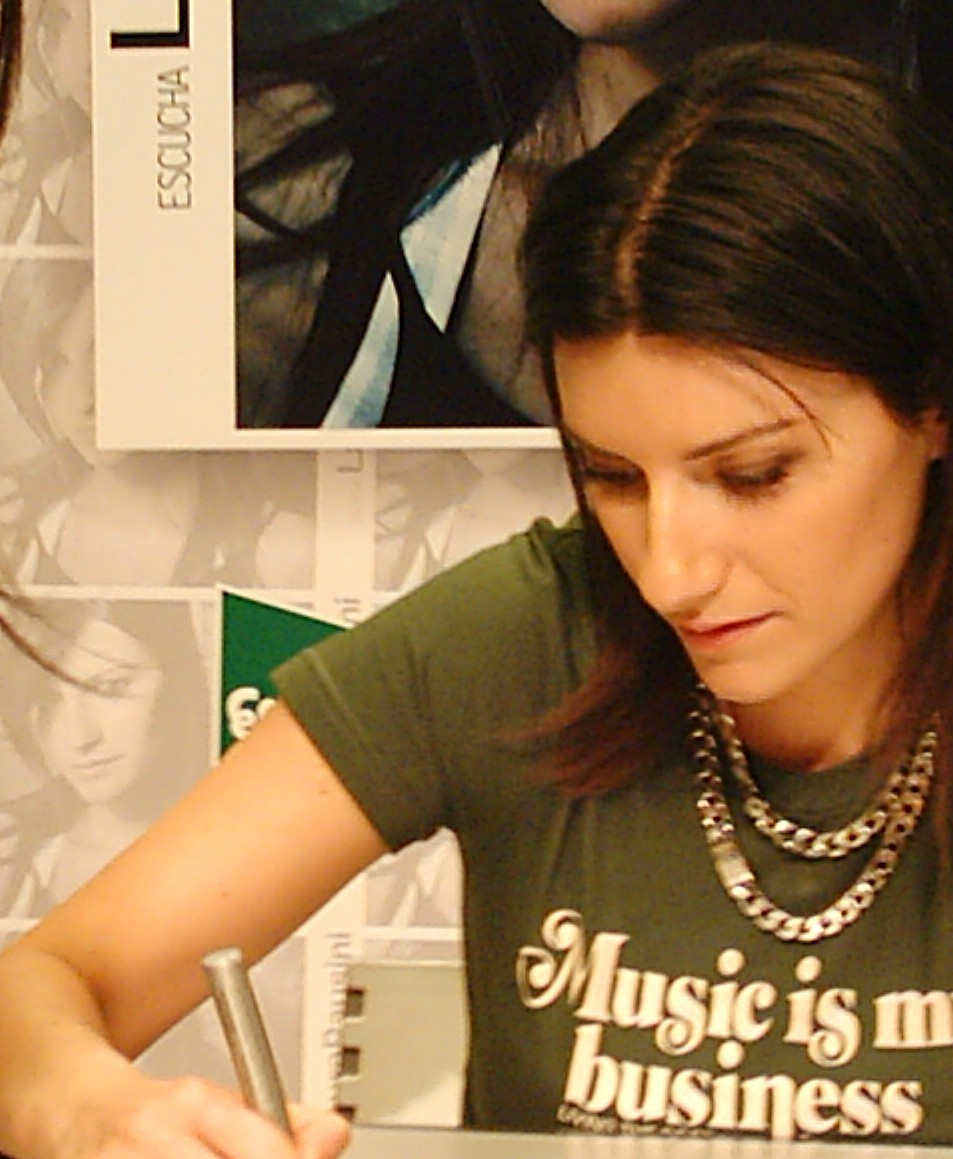
Лаура Паузіні в 2004 році

В 1995 році вийшов іспаномовний альбом, що складався з вижимки з перших двох. Він розійшовся в Іспанії мільйонним тиражем, ще мільйон був проданий в інших країнах. Через рік був записаний альбом «Le cose che vivi», в роботі над яким було задіяно Лондонський симфонічний оркестр. Диск був записаний на італійській та іспанській зі спеціальними бонусами на португальській для бразильського ринку. В тому ж році співачка вирушила в перше міжнародне турне.

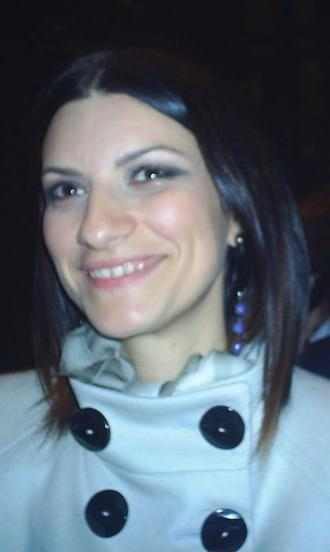
Світлина, яка зроблена камерою мобільного телефону. Лаура Паузіні в готелі під час своєї поїздки в Бразилію (1 листопада 2008 року)

Наступна платівка знову вийшла у двох версіях — іспанською та італійською мовами. Вона називалася «La mia Risposta» і продавалася в 50 країнах світу. Одну з пісень спеціально для Лаури написав Філ Коллінз.
Влітку 1999 року у Паузіні відбувся європейський тур. Вона записала пісню для саундтреку до картини «Послання у пляшці» і взяла участь в концерті «Паваротті та друзі» в Модені. Рік потому в продажі з'явився черговий альбом Паузіні «Tra te e il Mare», який було 4 рази номіновано на Latin Grammy. До кінця 2001 року було продано більш як 3 мільйони копій цього альбому. В липні 2002 року у Паузіні вийшов перший англомовний альбом «From the Inside». Під час роботи над диском в США, у Паузіні виникли суперечки з менеджментом звукозаписуючої компанії «Atlantic Records». Головними причинами сварок: був неправильний піар альбому і недбале ставлення до його продажів. Це змусило Лауру розірвати контракт в США і повернутися в рідну Італію. Однак, перший сингл з альбому — «Surrender», вийшов дуже успішним, а продажі диску перевищили межу в 700.000 копій. Весною 2004 року, Лаура записала альбом «Resta in Ascolto», який вийшов на італійській та іспанській мовах. Альбом розійшовся тиражем в 1.000.000 копій і був номінований на престижну премію «Греммі» в 2005 році. В листопаді 2006 року Лаура випустила альбом «Io canto», який розійшовся тиражем в 2.350.000 копій. Однойменний сингл з альбому тримався на перших позиціях в чартах Італії, Іспанії, Португалії, Греції та Бразилії протягом перших 3 тижнів.
В червні 2007 року Лаура дала концерт на Міланському Стадіоні на підтримку альбому, виступ якої прийшли подивитись 70 000 жителів Італії. Потім відбулися концерти з програмою «Io Canto» в Європі та Латинській Америці. В жовтні 2007 року, Паузіні виграла статуетку «Греммі» в двох номінаціях — «Найкраща Співачка Року» і «Найкращий Альбом Року».
Приблизно, в цей же час вийшов і її знаменитий дует «Dare to live» з Андреа Бочеллі. З ним же Паузіні дала декілька виступів у США, в січні 2008 року. У серпні 2008 року Лаура Паузіні випустила дует під назвою «Todo vuelve a Empezar». Дует, записаний з молодим італійським співаком Луісом Фонті, мит'єво очолив чарти Італії та Іспанії. В листопаді 2008 року в Лаури Паузіні вийшов черговий сольний альбом під назвою «Primavera In Anticipo», і на італійській «Primavera anticipada».
На підтримку музичного диску «Primavera In Anticipo»/«Primavera anticipada» весною 2009 року стартувало нове турне Лаури Паузіні, яке охопило Італію, кілька країн Європи і Скандинавії, США і Латинську Америку. В листопаді 2009 року італійська співачка отримала 3-ю премію «Latin Grammy» за найкращий жіночий альбом — «Primavera In Anticipo»/«Primavera anticipada». В той же час вийшов лайв альбом Лаури Паузіні, який складався з пісень з її турне 2009 року.
15 січня 2010 року Лаура Паузіні повідомила на своєму офіційному сайті про те, що вона призупиняє концертну діяльність до 2012 року. Причиною цього послужила нестача часу на особисте життя.

## Дискографія

### Альбоми італійською мовою
- 1993 — Laura Pausini
- 1994 — Laura
- 1996 — Le cose che vivi
- 1998 — La mia risposta
- 2000 — Tra te e il mare
- 2001 — The best of Laura Pausini — E ritorno da te
- 2002 — From the inside
- 2004 — Resta in ascolto
- 2005 — Live in Paris 05
- 2006 — Io canto
- 2007 — San Siro 2007
- 2008 — Primavera in anticipo
- 2011 — Inedito
- 2015 — Simili

### Альбоми іспанською мовою
- 1994 — Laura Pausini
- 1996 — Las cosas que vives
- 1998 — Mi respuesta
- 2000 — Entre tú y mil mares
- 2001 — Lo mejor de Laura Pausini — Volveré junto a ti
- 2004 — Resta in ascolto|Escucha
- 2006 — Yo canto
- 2008 — Primavera anticipada
- 2011 — Inédito
- 2015 — Similares

### Альбоми англійською мовою
- 2002 — From the inside

### Відеокліпи
- 1993: La solitudine
- 1993: Non c’é
- 1993: Perché non torna piu?
- 1994: Strani amori
- 1994: Se fue (L)
- 1994: Gente
- 1995: Amores extraños
- 1995: Gente (на іспанській)
- 1996: Incancellabile
- 1996: Inolvidable
- 1996: Inesquecível
- 1996: Le cose che vivi
- 1996: Las cosas que vives
- 1997: Ascolta il tuo cuore
- 1997: Escucha a tu corazón
- 1998: Un'emergenza d'amore
- 1998: Emergencia de amor
- 1998: In assenza di te
- 1998: En ausencia de ti
- 1999: La mia risposta
- 1999: Mi respuesta
- 1999: One more time (L)
- 2000: Tra te e il mare
- 2000: Entre tú y mil mares
- 2000: Il mio sbaglio piú grande
- 2001: Un error de los grandes
- 2001: Volevo dirti che ti amo
- 2001: Quiero decirte que te amo
- 2001: Fidati di me
- 2001: Fiate de mi
- 2001: E ritorno da te
- 2001: Volveré junto a ti
- 2002: Una storia che vale
- 2002: Dos historias iguales
- 2002: Sei solo tu (з Nek)
- 2002: Tan sólo tú (з Nek)
- 2002: Surrender
- 2003: Surrender (європейська версія)
- 2003: I need love
- 2003: De tu amor
- 2003: On n'oublié jamais rien on vit avec (Il ricordo che ho di noi), з Елен Сегара
- 2004: Prendo te
- 2004: Resta in ascolto
- 2004: Escucha atento
- 2004: Vivimi
- 2004: Víveme
- 2005: Resta in ascolto (Tommy Vee remix)
- 2005: Come se non fosse stato mai amore
- 2005: Como si no nos hubiéramos amado
- 2005: Benedetta passione
- 2005: La Prospetiva Di Me
- 2006: Dispárame, dispara
- 2006: Io canto
- 2006: Yo canto
- 2006: Dispárame, dispara
- 2007: Spaccacuore
- 2007: Non mi lo so spiegare (з Тіціано Ферро)
- 2007: No me lo puedo explicar (з Тіціано Ферро)
- 2007: Destinazione paradiso live
- 2007: Y mi banda toca el rock (наживо)
- 2008: En cambio no
- 2008: Invece no
- 2009: Primavera anticipada (з Джеймсом Блантом)
- 2009: Primavera in antícipo (з Джеймсом Блантом)
- 2009: Un fatto ovvio

## Турне
- World Tour 1997
- World Tour 1999
- World Tour 2001—2002
- Special World Tour 2005
- San Siro 2007, Мілан
- World Tour 2009
- Inedito World Tour 2011—2012
- The Greatest Hits World Tour 2013—2015
- Simili World Tour 2016

## Гурт Лаури Паузіні (2007)
- Альфредо Голіно (Alfredo Golino) — ударники
- Чезаре Кьйодо (Cesare Chiodo) — бас-гітара
- Лоренцо Маффія (Lorenzo Maffia) — синтезатор
- Бруно Дзуккетті (Bruno Zucchetti) — піаніно
- Паоло Карта (Paolo Carta) — її хлопець, гітара
- Габріеле Ферсіні (Gabriele Fersini) — гітара
- Роберта Грана (Roberta Granà) — бек-вокал
- Барбара Дзаппамільйо (Barbara Zappamiglio) — бек-вокал
- Массімо Гуеріні (Massimo Guerini) — бек-вокал

## Нагороди
- Командор ордена Ордена «За заслуги перед Італійською Республікою» (6 лютого 2006)